# 会津太郎
会津 太郎（あいづ たろう、1954年1月15日 - ）は、日本の俳人、詩人。
俳句や五行詩または俳句や五行詩を含んだ俳文や五行詩文、または五行詩を連ねて書く五行詩連を日本語、英語、フランス語で書いている。

## 経歴
福島県大沼郡会津美里町(旧会津高田町)に生まれる。
1986年、32歳の時に、詩集『私の彼方』を出版する。その後、俳句結社「鷹」に所属し、藤田湘子、飯島晴子の指導を5年間受けながら俳句を書き、2002年には草壁焔太主宰の「五行歌の会」に入会し、五行歌にも取り組む。2005年9月に五行歌集『いとしい地球よ』を出版。2011年1月には、英語の五行歌集『THE LOVELY EARTH』をアメリカの出版社から発行。2011年3月には、英語の五行詩集『THE LOVELY EARTH』を、4月にはフランス語の五行詩集『 La Terre Précieuse』をアメリカの出版社から発行。その後、2011年8月と11月に、アメリカの国際的な短歌雑誌『ATLAS POETICA』（Number9，10）の中に日本語、英語、フランス語の五行詩が合計50篇、英語のエッセイ、そして英語五行詩集『The Lovely Earth』の書評が掲載され、英語五行詩（Gogyoshi)が特集された。その後、2011年12月に日本語五行詩集『いとしい地球よ(二)』を発行。その中には、五行詩の他に、五行連詩と五行詩文が含まれている。さらに、2012年5月に、アメリカで出版された英語短歌のアンソロジー詩集『TAKE FIVE VOLUME 4』の中に、3篇の五行詩が英語五行詩集『The Lovely Earth』から選ばれ、英語圏の詩人と共に収められた。2014年に詩集『わが福島 My Fukushima Mon Fukushima』を出版。2014年11月11日に京都市国際交流会館で開催された「響き合う東西詩人：ポエトリーリーディング in Kyoto 2014」に参加し、日本国際詩人協会(JUNPA) 優秀賞を受賞。2015年10月18日にはマケドニア共和国の都市テトヴォで開催された詩の祭典 “Ditët e Naimit”で国際文学賞を受賞。2016年7月にはインドの詩人シグマ博士（Dr. Sigma)から請われ、英語の俳句集「Our Lovely Earth」を一緒に書き、インドの出版社Authors Pressから出版。2017年5月1日から5月28日にかけてイギリスのMardleybury Galleryで開催されたGlobal Reactive Exhibition 2017の開会式に招かれ、オープニング・スピーチを行った。会津太郎の詩歌と多くの外国人画家たちとの国際コラボ展示会はオランダ(2014年)、ドイツ(2015年)、ポルトガル(2015年)、スペイン（2015年）、ベルギー（2017年）、韓国(2017年、2018年)などでも開催された。詩集『わが福島 My Fukushima Mon Fukushima』の五行詩は片山紀彦に作曲、佃良次郎により編曲され、2016年にＣＤ『わがふるさと福島』が制作され、2017年3月に猪苗代で、2017年5月に会津若松で、そして2018年8月に東京で詩の朗読と一緒にコーラスによって公演された。
2018年8月に世界五行詩協会(World Gogyoshi Society)を創立し、世界中の約30カ国136人の詩人達から母国語と英語で父母への五行詩を募集し、2019年4月に『The First Anthology of World Gogyoshi 2019』(第1回世界五行詩アンソロジー)をアメリカアマゾンから出版した。同年5月、俳文集『クレタ島への旅』を日本語、英語、ギリシャ語の3カ国語で出版し、同年12月には、世界48カ国から147人の詩人による英語と母国語で147篇の五行詩を集めて編集し、『The Second Anthology of World Gogyoshi 2020』を出版した。なお、10月には神奈川県秦野市で「わがふるさと福島」の朗読と五行詩の歌がコーラスグループ、フェリスタスによって公演された。2021年1月には、世界中の詩人190人が応募した英語と母国語の五行詩を編集し、『The Third Anthology of World Gogyoshi 2021』を出版、2022年1月には、世界中の詩人170人が応募した英語と母国語の五行詩を編集し、『The Fourth Anthology of World Gogyoshi 2022』を、2022年12月には世界中の詩人151人が応募した英語と母国語の五行詩を編集し、『The Fifth Anthology of World Gogyoshi 2023』 を出版し、日本の五行詩の形式を世界へ普及させた。また2023年10月には英語版の『What's World Gogyoshi?』をアメリカのアマゾン社から出版し、世界中の五行詩、五行詩連、五行詩文、五行詩写真、五行詩画など多彩なジャンルの五行詩を掲載しながら、世界五行詩について英語で解説した。

## 著作
- 『私の彼方』（中島印刷）1986.7
- 『いとしい地球よ』（五行歌集）市井社2005.9,ISBN 978-4882080763
- 『THE LOVELY EARTH』1版（英語五行詩集）Lulu press.2011.3,ISBN 978-1-257-11688-1、2版（英語五行詩集）Lulu press.2011.6,ISBN 978-1-257-83916-2
- 『La Terre Précieuse』（フランス語五行詩集）Lulu press.2011.8,ISBN 978-1-257-90090-9
- 『いとしい地球よ(二）』（薫風庵）2011.12
- 日本語、英語、フランス語による俳句集と五行詩集『わが福島 My Fukushima Mon Fukushima』(風詠社）2014.4,ISBN 978-4434191862
- 『Our Lovely Earth』(英語俳句集）Sigma Sathish 共著  Authorspress　2016 ISBN 978-9352073511
- 日本語、英語、ギリシャ語による俳文集『クレタ島への旅』ユニウス 2019.3,ISBN 978-4946421679
- 『The First Anthology of World Gogyoshi 2019』(第1回世界五行詩アンソロジー)Amazon2019.5,ISBN 978-1092712026
- 『The Second Anthology of World Gogyoshi 2020』 Amazon 2019.12,ISBN 978-1678301132
- 『The Third Anthology of World Gogyoshi 2021』(第3回世界五行詩アンソロジー） Amazon2019.12,ISBN 979-8587268999
- 『The Fourth Anthology of World Gogyoshi 2022』(第4回世界五行詩アンソロジー） Amazon2020.12,ISBN 978-6214701681
- 『世界五行詩集　いとしい地球よ（3)』World Gogyoshi The Lovely Earth(３）[40]遊文舎　2022.8,ISBN 978-4910433318
- 『The Fifth Anthology of World Gogyoshi 2023』 (第5回世界五行詩アンソロジー）Amazon 2022.12.ISBN 978-6214704248
- 『WHAT’S WORLD GOGYOSHI? The Guideline for World Gogyoshi 』Poetry Planet Book Publishing House 2023.9 ISBN 978-6214707072
- 『The Sixth Anthology of World Gogyoshi 2024』 (第6回世界五行詩アンソロジー）Amazon 2024.7.ISBN 978-6214951369

### 翻訳
- ミルチン・ジュリコビッチ共著『そのふたごはどのようにして大人になったか = How the twins grew up : 子供のための短編集』日本国際詩人協会、2017年。[41]

## 受賞歴
- 第27回現代俳句全国大会（1990年）[42]佳作
- 第28回現代俳句全国大会（1991年）[43]特選飯島晴子賞
- 第2回「親と子・愛の詩」（2002年）[44]特別賞
- 響き合う東西詩人：ポエトリーリーディング in Kyoto 2014 優秀賞[45]
- マケドニア共和国 テトヴォ 詩の祭典 “Ditët e Naimit”（2015年）国際文学賞[46]
- 韓国ゲオジュ 美術館 アート展示会 "The Earth I love"（2017年9月）[47]功労賞
- アルメニア、イエレン博物館「人間と石の国際展示会」詩部門賞"HUMAN AND STONE INTERNATIONAL EXHIBITION COMMEMORATIVE MEDAL CERTIFICATE Geological Museum after H. Karapetyan of IGS NAS RA (2021年1月)[48]